# Traneksaminska kislina
Traneksaminska kislina (tudi traneksamska ali traneksamična kislina) je zdravilo, ki deluje kot zaviralec plazminolize in se uporablja za zdravljenje ali preprečevanje prekomernih krvavitev zaradi hudih poškodb, kirurških posegov, izdrtja zob, krvavitev po porodu in hudih menstrualnih krvavitev. Uporablja se tudi v zdravljenju hereditarnega angioedema. Uporablja se peroralno (skozi usta), intravensko ali v obliki intramuskularnih injekcij.
Traneksaminska kislina je sintetični analog aminokisline lizin. Deluje antifibrinolitično, tako da se povratno (reverzibilno) veže na štiri do pet lizinskih receptorskih mest na plazminogenu. S tem zavre pretvorbo plazminogena v plazmin, prepreči razgradnjo fibrina in ohranja strukturo fibrinskega matriksa. Izkazuje okoli desetkrat večjo antifibrinolitično aktivnost kot njen starejši analog aminokaprojska kislina. Traneksaminska kislina tudi neposredno zavira aktivnost plazmina, vendar z nizko potentnostjo (IC50 = 87 mM); blokira pa lahko z visoko specifičnostjo tudi aktivno mesto aktivatorja plazminogena urokinaznega tipa (uPA) (Ki = 2 mM).
Neželeni učinki so redki in zajemajo spremembe barvnega vida, epileptične napade, krvne strdke in preobčutljivostne reakcije. Podatki kažejo, da je njena uporaba med nosečnostjo in dojenjem varna. Traneksaminska kislina deluje antifibrinolitično.
Traneksaminsko kislino sta leta 1962 prva sintetizirala japonska znastvenika Shosuke in Utako Okamoto. Uvrščena je na seznam nujnih zdravil Svetovne zdravstvene organizacije, na katerem so zdravila, bistvena za zagotavljanje osnovne zdravstvene oskrbe. Na voljo je v obliki generičnih zdravil.